# Neotérico
Con las denominaciones neóteroi (en griego "nuevos poetas "), neotéricos o período neotérico se alude a un movimiento de vanguardia literaria de poetas griegos y más tarde de latinos durante el período helenístico (323 a. C. en adelante) que propagó un nuevo estilo de poesía griega, deliberadamente alejada de los modelos clásicos, tanto de la épica homérica como de la lírica.

## Neotéricos griegos
Sus poemas destacaban temas a pequeña escala, personales, en vez de las hazañas propias de héroes antiguos o de dioses. Aunque estos poemas pueda parecer que traten temas superficiales, son obras de arte en miniaturas sutiles y artificiosas.
El más famoso de estos poetas griegos fue Calímaco, autor de muchos epigramas, y Teócrito, poeta siciliano autor de unos famosos Idilios de tema pastoril que crearon el género bucólico de la égloga, seguido más tarde por los griegos Bion y Mosco y por el gran poeta romano Virgilio, entre otros. Menos importantes ahora pero tan influyentes como ellos entonces fueron Euforión de Calcis, Filetas de Cos y Partenio de Nicea.

## Neotéricos opoetae novilatinos
Bajo la influencia de los griegos, y en especial del poeta Partenio de Nicea, que fue hecho prisionero en la guerra contra Mitrídates y llevado a Roma en el año 73, recobrando la libertad gracias a su talento, los neotéricos latinos o poetae novi (siglo I a. C.) rechazaron, al igual que sus homólogos griegos, las normas sociales y literarias tradicionales. Se caracterizaban por su desprecio a la tradición poética latina, tan nacionalista, y por su admiración hacia los poetas alejandrinos del universalista Helenismo, especialmente Calímaco, y los líricos eolios, como Alceo y Safo. Influidos por los alejandrinos, cultivaron el epigrama y el poema narrativo corto o epilio, pero también formas más largas en las que hicieron alarde de su erudición, contradiciendo a Calímaco, que odiaba las epopeyas extensas.
Los neoteroi pertenecían sobre todo a la nobleza y muchos de ellos eran de la Galia Cisalpina y seguían un estilo de vida a la vez bohemio y acostumbrado a las comodidades. En general eran apolíticos o bien conservadores republicanos. Algunos de ellos tomarán partido en las convulsiones políticas y sociales del momento. Los principales poetae noui fueron discípulos de Valerio Catón, al que consideraban su maestro. La lírica de esta escuela literaria se caracteriza por su refinamiento, la construcción apretada, el empleo juguetón de los subgéneros líricos, los cortesanos juegos de palabras y las cultas alusiones mitológicas. 
El término "neotérico" es despectivo, y fue acuñado por Cicerón, él mismo poeta neotérico arrepentido, aunque este marbete se generalizó en la Antigüedad tardía. La generación que los representa abarcaba desde la dictadura de Sila (82-79 a. C.) hasta el período de la batalla de Accio (31 a. C.), es decir, el siglo I antes de Cristo. 
El neotérico latino más significativo fue Catulo; es el único del que se conserva una obra completa y no solo fragmentos. La edición moderna de sus trabajos proviene de un códice aparecido en el siglo XIV en su ciudad natal de Verona, que actualmente está perdido. Su poesía ejemplifica el vocabulario elegante, la métrica y el sonido buscado por los neotéricos, pero también la sátira contra lo feo, lo impropio y lo maleducado.
Los poetas latinos normalmente clasificados como neotéricos fueron amigos de Catulo: su colega Helvio Cinna, quien escribió un epilio o epopeya breve, la Esmirna, que tardó nueve años en componer y de la que no más queda un verso; Licinio Calvo, que redactó epigramas y un epilio, Ío; Valerio Catón, su jefe de filas, creador de obras gramaticales y poesías como Lydia; Cornificio, que también compuso un epilion, Glaucus; Marco Furio Bibáculo y, tal vez, Casio de Parma, que fueron enemigos de César; Publio Terencio Varrón Atacino, el historiador y biógrafo Cornelio Nepote, etcétera. El elegíaco Cayo Cornelio Galo vino a resumir el estilo neotérico para los poetas augusteos posteriores y cierta influencia de su poesía también puede ser vista en los trabajos de su amigo y coetáneo Virgilio, quien era una generación más viejo que ellos. Todos fueron a menudo sujeto de desprecio por parte de los mayores, pensadores más tradicionales como Cicerón, quien los llamó con ironía "recitadores de Euforión" (cantores Euforionis).